# قلعة صفوى
قلعة صفوى أو كوت صفوى هي قلعة أثرية تقع بمدينة صفوى، في محافظة القطيف، شرق المملكة العربية السعودية. يُعتقد أن البرتغاليّون هم من بنوها في القرن السادس عشر الميلادي، كان يعد البحارّة قلعة صفوى جزءاً من العلامات الأرضية لتحديد المواقع المتاخمة ومن أهمّها.